# Ashton H. Manhart
Ashton Herbert Manhart (* 24. August 1909 in Colorado; † 10. Dezember 1969 in Washington, D.C.) war ein Generalleutnant der United States Army. Er war unter anderem Kommandeur der 9. Infanteriedivision.
Ashton Manhart war ein Sohn von Albert Wesley Manhart (1877–1973) des Posthalters von Sedalia in Colorado und dessen Frau Edna Jean Doyle (1879–1963). Er besuchte zunächst die öffentlichen Schulen seiner Heimat einschließlich der High School und anschließend die Colorado School of Mines. In den Jahren 1928 bis 1932 durchlief er die United States Military Academy in West Point. Nach seiner Graduation wurde er als Leutnant der Infanterie zugeteilt. In der Armee durchlief er anschließend alle Offiziersränge vom Leutnant bis zum Drei-Sterne-General.
Im Lauf seiner militärischen Karriere absolvierte Manhart verschiedene Kurse und Schulungen. Dazu gehörten unter anderem das National War College und eine französische Militärschule in Paris.
In seinen jüngeren Jahren absolvierte er den für Offiziere in den niederen Rangstufen üblichen Dienst in unterschiedlichen Einheiten und Standorten. Dazu gehörten auch Aufgaben als Stabsoffizier in verschiedenen Hauptquartieren. Während des Zweiten Weltkriegs diente er zunächst als Bataillonskommandeur und dann als Regimentskommandeur in der 3. Infanteriedivision. Dabei nahm er an den militärischen Aktivitäten der 3. Infanteriedivision teil. Dazu gehörten die Landung in Nordafrika, der Tunesienfeldzug, die Landung auf Sizilien und die Einnahme Roms. Danach übernahm er das Kommando über das 135. Infanterieregiment, das der 34. Infanteriedivision unterstand. Bei dieser Einheit, die unter anderem am Italienfeldzug beteiligt war, blieb er bis zum Ende des Krieges.
Nach dem Krieg gehörte Ashton Manhart dem Stab der Field Artillery School in Fort Sill in Oklahoma an. Danach wurde er nach Fort Benning dem heutigen Fort Moore in Georgia versetzt, wo er dem Stab der dort ansässigen Infantry School angehörte. Im Jahr 1950 wurde er zum Stab der 24. Infanteriedivision versetzt, die im Koreakrieg eingesetzt war. Daran schloss sich eine Versetzung zum Air Support Center in Fort Bragg an. Danach war er Stabsoffizier im Heeresministerium und dann bei den Joint Chiefs of Staff.
Im weiteren Verlauf der zweiten Hälfte der 1950er Jahre wurde Manhart Stabsoffizier bei der 25. Infanteriedivision auf Hawaii. Es folgte eine Versetzung nach Fort Carson in Colorado, wo er zwischen Mai 1960 und Februar 1962 als Brigadegeneral die 9. Infanteriedivision kommandierte. Nach einer zwischenzeitlich anderen Verwendung und seiner am 1. April 1962 erfolgten Beförderung zum Generalmajor wurde Manhart im März 1966 unter Beförderung zum Generalleutnant in die amerikanische Delegation bei der Central Treaty Organization berufen. Dort verblieb er bis zum Juli 1967. Wenig später trat er in den Ruhestand.
Der seit 1934 mit Helen Savage (1911–1970) verheiratete Offizier starb am 10. Dezember 1969 im Walter Reed Army Hospital in Washington D.C., das nicht mit dem Walter-Reed-Militärkrankenhaus in Bethesda in Maryland zu verwechseln ist. Er wurde auf dem Bear Canon Cemetery in Sedalia in Colorado beigesetzt.

## Orden und Auszeichnungen
Ashton Manhart erhielt im Lauf seiner militärischen Laufbahn unter anderem folgende Auszeichnungen:
- Army Distinguished Service Medal
- Silver Star
- Bronze Star Medal
- World War II Victory Medal
- Army Commendation Medal
- Legion of Merit
- Purple Heart